# Liste der Monuments historiques in Bambiderstroff
Die Liste der Monuments historiques in Bambiderstroff führt die Monuments historiques in der französischen Gemeinde Bambiderstroff auf.

## Liste der Objekte
| Bezeichnung | Beschreibung                  | Standort                              | Kennzeichnung | Schutzstatus | Datum | Bild |
| ----------- | ----------------------------- | ------------------------------------- | ------------- | ------------ | ----- | ---- |
| Pietà       | Holz, farbig gefasst, um 1500 | in der Kirche St-Félix-de-Nole (Lage) | PM57000760    | Inscrit      | 1984  |      |